# Moja domovina
Moja domovina ("Ma patrie") est une chanson patriotique croate, écrite et composée par Zrinko Tutić et Rajko Dujmić, arrangée par Nikša Bratoš, tandis que les parties solo de la musique ont été composées par Damir Lipošek, Vedran Božić et Husein Hasanefendić. La chanson a été créée au début de la guerre de Croatie.

## Histoire
À l'origine, Moja domovina a été enregistrée en 1991 comme 'charity single' par un supergroupe appelé "Croatian Band Aid" (Hrvatski Band Aid), comprenant un certain nombre de musiciens locaux connus et provenant de tous genres musicaux. La chanson est sortie pendant les premières étapes de la guerre d'indépendance croate, et Moja domovina était souvent jouée pour remonter le moral à la fois des soldats sur le champ de bataille, autant que pour les civils dans leurs abris.
Mis à part son but humanitaire, ce groupe est important puisqu'il marque le début de la scène musicale croate indépendante, et la fin de la scène musicale yougoslave. Parmi les groupes de rock qui ont alors adopté une identité croate affirmée et ont participé au single, on peut citer Film, Novi fosili, Magazin, Parni Valjak, Psihomodo Pop et Prljavo Kazalište.
Voici la liste complète des chanteurs ayant participé à l'enregistrement de Moja domovina : Doris Dragović, Oliver Dragojević, Jasna Zlokić, Danijela Martinović, Sanja Doležal, Meri Cetinić, Dino Dvornik, Aki Rahimovski, Matko Jelavić, Emilija Kokić, Severina Vučković, Arsen Dedić, Zorica Kondža, Boris Novković, Jasmin Stavros, Ivo Amulić, Vlado Kalember, Krunoslav Slabinac, Ivo Robić, Gabi Novak, Tereza Kesovija, Tajči, Josipa Lisac, Zvonko Špišić, Dragutin Mlinarec, Đuka Čaić, Zdravko Škender, Ivica Šerfezi, Ljupka Dimitrovska, Dalibor Brun, Milo Hrnić, Mišo Kovač, Davor Gobac, Stanko Šarić, Zdenka Vučković, Jura Stublić, Mladen Bodalec, et Ljiljana Nikolovska.
Aujourd'hui, Moja domovina est fréquemment chantée durant tous les événements sportifs importants et représente un symbole d'unité et de fierté. Plus de deux décennies après la sortie de ce single, sa popularité n'a pas faibli au fil des années. Selon de nombreux sondages, Moja domovina est pour les citoyens croates la chanson patriotique la plus populaire jamais écrite.
La télévision croate publique, Hrvatska radiotelevizija, a également diffusé cette chanson de 1991 à 2000.

## Paroles
| Paroles croates | Traduction française |
| --- | --- |
| Svakog dana mislim na tebe Slušam vijesti, brojim korake Nemir je u srcima, a ljubav u nama Ima samo jedna istina Svaka zvijezda sija za tebe Kamen puca pjesma putuje Tisuću generacija noćas ne spava Cijeli svijet je sada sa nama... Sa nama ! Moja domovina, moja domovina, Ima snagu zlatnog žita, Ima oči boje mora, Moja zemlja Hrvatska. Vratit ću se moram doći, tu je moj dom, moje sunce, moje nebo. Novi dan se budi kao sreća osvaja Ti si tu sa nama... Sa nama ! | Chaque jour je pense à toi J'écoute les infos, je compte les pas L'agitation est dans nos cœurs, l'amour est en nous Il n'y a qu'une seule vérité Chaque étoile brille pour toi La pierre se brise, la chanson voyage Des milliers de notre génération ne dorment pas ce soir Le monde entier est maintenant avec nous... Avec nous ! Ma patrie, ma patrie A la force des blés dorés A les yeux couleur de mer Mon pays, la Croatie Je reviendrai, je dois revenir, c'est ici ma maison, mon soleil, mon ciel Un nouveau jour s'éveille, conquérant comme le bonheur Tu es là avec nous... Avec nous ! |